# 李俊昊
李俊昊（： Lee Jun-ho，1990年1月25日—），為韓國歌手、演員、詞曲作家。2006年於選秀節目《Superstar Survival》獲得冠軍，因此進入JYP娛樂成為練習生。 2008年以2PM團體成員出道，是隊內領唱、主舞和特技擔當。
2013年，李俊昊以個人首張迷你專輯《キミの声》於日本SOLO出道。自此包含首張迷你專輯，共陸續創作並發行了8張迷你專輯、3張精選輯及1張單曲，2016年亦以第三張日本迷你專輯《SO GOOD》獲得日本金唱片大獎「最佳亞洲專輯獎」。而其在韓國音樂著作權協會的登記編號為W1064800，目前已累積創作118首歌曲，是韓國享有最多音樂上著作權的男偶像之一。
除音樂領域外，自2013年起李俊昊陸續出演《監諜任務》、《二十行不行》、《金科長》、《只是相愛的關係》、《自白》、《歡迎來到王之國》等電影及電視劇。2022年，以《衣袖紅鑲邊》正祖李祘一角獲得第58屆百想藝術大賞「電視部門男子最優秀演技獎」與「男子人氣獎」，為百想藝術大賞史上首位封帝的男歌手，也是首位同時獲得最優秀演技獎和人氣獎雙冠王的男演員。

## 個人生活

### 早年經歷
李俊昊出生於首爾，成長於京畿道高陽市一山東區。國中三年級時，因夢想成為一名演員，而選擇進入當時以戲劇科最為聞名的世元高中就讀以學習演技，並曾在全校330名學生中，進入前40名。
2006年在世元高中戲劇科學習約莫半年後，参加由JYP Entertainment與SBS共同舉辦的選秀節目《Superstar Survival》，於節目中展現作為全方位藝人之歌唱、舞蹈和演技實力，最终以6500：1的競爭率奪得冠軍後，進入JYP成為練習生。

### 2025年成立經紀公司
2025年3月20日，李俊昊正式宣告將於同年4月15日離開共同合作17年的經紀公司JYP娛樂。
2025年8月18日，李俊昊與曾在CJ ENM品牌戰略室及演藝事業部任職的梁惠英代表，共同創立經紀公司O3 Collective，該公司之核心概念為「以藝人的獨特性（One）、内容的原創性（Original），以及管理體系（Orbit），三大核心有機運轉，共同形成一條具創造性的軌道。」其公司願景則為「我們夢想建立一個以團隊為基礎的品牌體系，讓藝人、內容與工作人員都能成為主角。不僅只是一家經紀公司，而是要打造一個以IP為中心，能夠無限擴展的商業實驗室，共同規劃並實現所有人的成長與拓展。」

## 音樂生涯

### 2PM
2008年透過Mnet節目《熱血男兒》於9月4日以2PM團體成員出道，是隊内領唱、主舞和特技擔當。
正式出道前李俊昊曾在練習特技時，頭部著地失去意識10分鐘，正式出道後於「I'll Be Back」準備期間，再度在練習特技的過程中發生嚴重事故，因肌腱軟骨斷裂導致右肩嚴重負傷，為團體活動日程而推遲手術2年，但2012年11月17日2PM第二次亞洲巡迴演唱會上海站前夕，李俊昊於彩排時腰部受傷，就醫後被診斷為脊椎骨折，為完成巡演而纏著繃帶上臺，之後雖然努力不懈地堅持復健和健身，但效果並不良好，進行演藝活動時，若出現對肩部施壓的情況，都是服用止痛劑堅持下來，因此在兵務廳的體檢中被判定為4級，從而未能得到現役入伍判定，在持續的康復治療後，以社會服務要員履行國防義務，並於2019年5月30日入伍，2021年3月20日退伍。
2020年於服兵役期間，5年前由粉絲上傳的李俊昊身著紅襯衫跳著「My House」舞蹈的個人直拍在YouTube上迅速竄紅，讓其獲得了「我們家俊昊」、「李FOX」和「FOX俊昊」等別稱，也因李俊昊直拍所獲得之大量人氣，使2PM在2015年發布的「My House」於2020年成功逆襲音源榜，成為韓國三大逆襲曲之一，彌補了當年只有短短一週打歌期的遺憾。
2021年退伍後，隨團體2PM以正規七輯《MUST》主打歌「Make it」回歸，因成熟魅力再次打開知名度，於7月11日SBS《人氣歌謠》上，李俊昊將扔眼鏡的動作融合進舞蹈中，成為繼紅襯衫的「My House」後再次締造的傳奇舞臺，節目方在YouTube釋出的舞臺直拍成功登上該年打歌舞臺男偶像個人直拍觀看數第一名。又至2024年3月為止，李俊昊於YouTube上共有26支達百萬以上觀看數的舞臺個人直拍。

### 詞曲創作
2010年已開始嘗試音樂詞曲創作的李俊昊，陸續為電臺廣播節目《提高音量》創作並演唱歌曲「Maybe I Love You」和「Cuty Cat」。
2011年由李俊昊填詞譜曲並正式對外發表的第一首歌曲「Give It To Me」，除收錄至2PM第二張正規韓語專輯《Hands Up》，亦被選為電影《盲證》的OST。
2012年李俊昊參與MBC《那女人作詞，那男人作曲》節目，與金昭誾合作的歌曲「悲傷的愛情」被成功收錄為電視劇《神的晚餐》OST，數位音源公布後亦進入音源榜前三名。
2013年由李俊昊作詞作曲並獨唱的歌曲「I'm In Love」，除收錄於2PM第三張正規韓語專輯《Grown》Bonus CD (grand edition only)裡，亦是其所參演電影《監諜任務》的主題曲。同年至2018年，在日本SOLO出道後所發行的迷你一輯至迷你七輯，李俊昊均參與了所有歌曲的詞曲創作。
2015年由李俊昊所創作的歌曲「Nobody Else」收錄於2PM第五張正規韓語專輯《No.5》內，而其以此曲所進行的個人舞臺表演亦多次在YouTube上突破百萬以上觀看數，故成為其個人代表歌曲之一。
2017年發布韓國首張個人迷你專輯《CANVAS》，專輯中所有歌曲皆由李俊昊親自作詞作曲，其中先行曲「Fine」是李俊昊特別為已逝的寵物貓Lambo所作，該曲MV亦為李俊昊親自策劃，從動畫版MV到富有感染力的歌詞均傳達出其對愛貓Lambo的思念。
2019年為所主演之日本電影《玫瑰與鬱金香》創作歌曲「Nothing But You」，同時李俊昊亦為該OST之演唱者。
至2024年，持續創作的李俊昊已有多首歌曲收錄於2PM專輯、本人專輯及其他團員個人專輯内，在韓國音樂著作權協會登記編號為W1064800，目前已累積創作118首歌曲，是韓國版權最多的男偶像之一。

### 入伍前之個人音樂事業
李俊昊於2013年7月24日在日本發行第一張迷你專輯《キミの声》，正式展開日本個人活動，並參與專輯作詞作曲、MV製作、編舞及專輯製作，提前公開的「キミの聲」鈴聲音源於2013年7月1日的日本最大手機音樂網站RecoChoku之每日鈴聲排行榜上排名第一，7月24日專輯正式販售後連續兩日於日本最大唱片行Tower Records達成銷售排行榜第一、Oricon日榜排名第三的成績。隨著專輯的發行，7月9日起於日本5個城市展開首次個人巡迴演唱會「キミの聲」，包含8月29日於東京國際論壇所舉辦之安可場在內共12場的巡迴演唱會，創下了全數演唱會全席售罄的紀錄。因成績亮眼，該專輯於同年8月16日在韓國各大音源站線上發行，爾後於2014年6月18日在日本發行演唱會DVD「JUNHO (From 2PM) 1st Solo Tour ‘キミの声’」，發行同時即登上Oricon排行榜DVD音樂部門每日排行榜第一名。
2014年7月8日發行了第二張日本迷你專輯《FEEL》，提前於6月16日發行的同名主打歌「FEEL」的鈴聲音源於公開後隨即登上RecoChoku每日鈴聲排行榜連續兩日排名第一、每週鈴聲排行榜排名第一。後續曲「Next to you」亦於6月23日的每日鈴聲排行榜中排名第一，進一步提升大眾對即將發行的第二張迷你專輯的期待感。正式於7月8日公開的迷你專輯《FEEL》，發行當日便創下了2萬7939張的銷售量，登上Oricon專輯日榜一位。此外，李俊昊亦自7月3日起於日本全國5大城市，包括在東京的「日本公演聖地」日本武道館，進行共12場的第二次個人巡迴演唱會「JUNHO (From 2PM) Solo Tour 2014 ‘FEEL’」，演唱會成功動員5萬人以盛況落幕，並於同年8月14日在韓國公開專輯《FEEL》。
2015年7月15日再以個人名義發行第三張日本迷你專輯《SO GOOD》，2015年6月1日專輯發行日一公佈，便於專輯發行前佔據日本Tower Records預售榜第一名、第四名、第五名及第六名；此外，迷你三輯黑膠唱片版本的預售亦於日本全國FamilyMart全數售罄，在正式發行前便獲得熱烈迴響。而專輯一經正式發行，便取得2萬8325張的銷售量，隨即登上Oricon日榜一位、Tower Records全國所有唱片行的綜合專輯銷售排行榜第一名、線上排行榜第一名至第四名，以及世界排行榜第一名，於日本專輯排行榜取得各項佳績，更獲得「日本金唱片大獎—最佳亞洲專輯獎」，創造了傳奇紀錄。爾後，為了紀念專輯的發行，世界發行量最高的《讀賣新聞》刊登了全版廣告，並在最繁華之澀谷路口中的澀谷Scramble Square，以大型看板和大型LED廣告螢幕播映了李俊昊的照片和MV；再者，更於澀谷、表參道、新宿等東京市中心各處設立了數十個看板，進一步展現李俊昊於日本的人氣。此外，自7月7日至8月5日一個月間，李俊昊亦在日本7個城市進行共15場的第三次個人巡迴演唱會「JUNHO (From 2PM) Solo Tour 2015 ‘LAST NIGHT’」。
日本SOLO出道3年後，2015年9月14日於韓國發行第一張精選專輯《ONE》，雖未在韓國正式以SOLO歌手身分出道，但也是首次在韓國展開個人活動。《ONE》為從日本發行之SOLO專輯《SO GOOD》、《キミの声》和《FEEL》所收錄之歌曲中精選出11首原創歌曲，並將歌詞改為韓文的專輯，主打歌「Fire」為2014年7月於日本發行之迷你專輯《SO GOOD》的收錄曲。專輯發行後，在9月19日及9月20日於首爾奧林匹克公園（奧林匹克廳）進行了兩日的個人演唱會「LAST NIGHT IN SEOUL」，此次演唱會為其首次在韓國舉辦的個人演唱會，而李俊昊也是所屬團體2PM中，首位在韓國舉辦個人演唱會的成員。
2016年7月20日則發行第四張日本迷你專輯《DSMN》，並於2016年6月27日專輯發行前先行公開同名主打歌「DSMN」，鈴聲音源於RecoChoku之每日鈴聲排行榜上排名第一，正式發行專輯後也果不其然的登上了Oricon日榜一位。此外，李俊昊亦於7月8日至8月25日在東京等日本5個城市，進行了共12場之第四次個人巡迴演唱會「JUNHO (From 2PM) Solo Tour 2016 ‘HYPER’」，並於同年12月3日至12月4日在東京的日本武道館舉行特別安可演唱會「LAST HYPER NIGHT」。
2017年7月26日發行第五張日本迷你專輯《2017 S/S》，專輯名稱「2017 S/S」的意思為「2017 Summer Stream」，即表現李俊昊過去5年間每年夏日於日本所進行之SOLO活動。於專輯發行前，6月15日出演日本電臺J-WAVE，首次公開主打歌「Ice Cream」的音源，主打歌「Ice Cream」是將藝術家李俊昊的魅力比喻為冰淇淋配料的pop歌曲。專輯發行後，於8月2日登上Oricon週榜第二位。此外，自7月1日至8月31日，於日本共計6個城市進行了14場之第五次個人巡迴演唱會「JUNHO (From 2PM) Solo Tour 2017 ‘2017 S/S’」。
2017年9月11日在韓國發行首張個人迷你專輯《CANVAS》，該專輯包括同名主打歌共收錄了7首歌曲，透過對專輯中所有歌曲的作詞作曲，展現了李俊昊身為創作歌手的詞曲創作能力，以Mid-tempo曲風突顯本人特有的感性，其中主打歌「CANVAS」為日本第五張迷你專輯《2017 S/S》收錄曲「CANVAS」的韓文版本。而專輯發行後，除了在韓國登上音源榜冠軍，根據日本最大唱片行Tower Records所公布的數據，《CANVAS》在線上、全國實體店面都奪下了銷量冠軍。此外，李俊昊亦分別於9月16日韓國時間下午2點和7點，在yes24 live hall以「JUNHO THE SPECIAL DAY ‘CANVAS’」為主題，舉行了首次韓國粉絲見面會。
2018年1月25日為紀念生日而發行第六張日本迷你專輯《Winter Sleep》，專輯一發行便展現Oricon日榜一位的氣焰，在1月最後一週（1月22日至28日）亦擊敗眾多當地的歌手，奪下了Tower Records專輯銷量榜的第一名。此外，李俊昊亦於1月25日至2月24日在東京等5個城市，進行共9場的第六次個人巡迴演唱會「JUNHO (From 2PM) Winter Special Tour ‘冬の少年（冬天少年）’」，特別的是此次巡演時間舉辦於冬日，較以往皆辦於夏日的巡演不同，展現出另一番屬於李俊昊的冬日魅力。
2018年7月11日發行第七張日本迷你專輯《想像》，專輯發行後立即登上Tower Records全國所有唱片行每日專輯銷售榜排名第一、Oricon日榜一位、週榜一位，僅在日本出道6年便成為首次於Oricon登上週榜一位的現職SOLO歌手，且於年底公開的Tower Records年度排行榜之「2018 Best Sellers」中，亦登上「K-POP歌手日本專輯榜前10名」的第六名及第十名，為此榜上唯一的SOLO歌手，這也使李俊昊成為日本的「K-POP代表SOLO歌手」。此外，自6月30日至9月5日，李俊昊亦於日本5個城市進行共13場的第七次個人巡迴演唱會「JUNHO (From 2PM) Solo Tour 2018 ‘FLASHLIGHT’」，其中9月4日於大阪所舉行的安可場，因燕子颱風的來襲而取消。
2018年10月6日分別於韓國時間下午2點和7點，在yes24 live hall以「JUNHO THE SPECIAL DAY ‘無法遺忘的日子’」為主題，舉行第二次韓國粉絲見面會。同年12月5日於日本發行第一張精選專輯《JUNHO THE BEST》，並於12月6日至12月8日，在日本武道館以「JUNHO(From 2PM) Last Concert ‘JUNHO THE BEST’」為主題，進行連續三日的個人演唱會。
2019年1月25日於韓國發行第二張精選專輯《TWO》，因適逢生日所以如給予粉絲們生日禮物般，《TWO》收錄了由李俊昊親自參與作詞作曲的共12首曲目，包含於韓國發行的SOLO歌曲「CANVAS」、「Fine」、「Winter Sleep」等3首，以及於日本發行的「想像」、「FLASHLIGHT」、「DSMN」、「So Sorry」、「Airplane」、「On your mind」、「In the end」、「Ride up」、「Next to you」等9首歌曲的韓文版。專輯公開後，於3月23日及3月24日在奧林匹克公園 （奧林匹克廳）以「JUNHO THE BEST IN SEOUL」為主題，進行兩日的個人演唱會。

### 退伍後之個人音樂事業
2022年6月30日，李俊昊宣布於同年8月展開FAN-CON「BEFORE MIDNIGHT」，以「與李俊昊一同度過的浪漫仲夏夜」為主題，強調夏日時間的流逝，透過歌曲編排呈現既浪漫又炙熱的夏日感性，該公演分別在韓國首爾奧林匹克公園SK奧林匹克手球館進行三天及日本武道館進行兩天，其中首尔場的门票於7月11日、7月12日、7月14日进行预售，皆创下全席售罄的紀录，這是继2022年1月举行的個人粉丝见面会「JUNHO THE MOMENT」门票售罄后，再次獲得证明的票房号召力，而8月21日於日本武道館第二天的演出也為李俊昊達成第100場個人演唱會的紀錄。
2023年5月26日，為迎接日本SOLO出道十週年，李俊昊宣布7月22日、23日及8月5日、6日、26日、27日將分別在橫濱、神戶及名古屋展開第八次日本巡迴演唱會「LEE JUNHO Arena Tour 2023  ‘また會える日（再次相見的那一天）’」，其中8月27日於名古屋舉辦之末場除將在日本36個電影院劇場進行實況轉播，也將在韓國CGV電影院9個劇場展開售票現場直播，而韓國轉播之門票均一經發售即瞬時售罄。
2023年8月23日發行由本人作詞及參與編舞之特別單曲專輯《Can I》，該單曲於7月20日提前公開音源，並在7月22日橫濱演唱會上首次公開MV及舞台，以Groovy、Mid-tempo曲風呈現高雅幹練的氣氛，向融化自己冰凍心靈的對方，表達了如小夜曲般細膩動人的共鳴，並以Kick和Bassline為重心突顯聲音構成之要素，與李俊昊清淡而深沉的表現力，展現出最佳的協同效應。為了紀念專輯的發行，8月21日至8月27日在銀座、新宿、秋葉原等東京各大地鐵站內以電視柱播映了「Can I」的影片和照片，並於新宿、澀谷路口等東京繁華地段及名古屋、大阪等日本各地以大型LED螢幕播映了MV。雖是時隔5年再次發行專輯，且同日有26組日韓藝人在日本發行專輯的情況下，依舊空降Oricon每日排行榜第六名，於8月27日名古屋演唱會當日更升至第四名，是日榜前十中唯一的SOLO歌手，在Tower Records全國各大唱片行每日專輯銷售排行榜亦登上第三名，更以41,747的首週銷售量，超越入伍前所發行並獲得Oricon每週排行榜第一名的《想像》一輯，位列 Billboard Japan 單曲銷售排行榜第六名。專輯發行逾兩個月後，於10月1日專輯簽售會當日，再次登上Oricon每日排行榜第二名，並在2023年Tower Records年度K-POP單曲暢銷排行榜中位列第九名，Oricon年度單曲暢銷排行榜中位列K-POP歌手第六名，證明了李俊昊退伍後在日本仍持續火熱的人氣。
2023年12月12日，李俊昊宣布將在2024年1月13日及14日於韓國蠶室室內體育館展開演唱會「LEE JUNHO 2024 CONCERT‘ 다시 만나는 날（再次相見的那一天）’」，此次演唱會除了是延續2023年第八次日本巡迴演唱會「LEE JUNHO Arena Tour 2023  ‘また會える日（再次相見的那一天）’」的概念外，也是李俊昊出道以來繼2015年及2019年在韓國舉辦之演唱會「LAST NIGHT IN SEOUL」、「JUNHO THE BEST IN SEOUL」後，第三次於韓國展開的個人演唱會。
2024年7月4日，韓國CGV電影院宣布將於7月24日李俊昊SOLO出道11週年紀念日，獨家放映其演唱會「LEE JUNHO 2024 CONCERT‘ 다시 만나는 날（再次相見的那一天）’」之影片，李俊昊也將參與舞臺問候。同年7月5日，Billboard專欄作家評選2024年度最佳Kpop音樂前20名，李俊昊以「When We Meet Again」一曲入選第十七名。
2024年11月19日，李俊昊宣布將於2025年1月25日至1月26日在韓國仁川、2月8日至2月9日在日本東京、3月1日至3月2日在巴西聖保羅市，舉辦FAN-CON「MIDNIGHT SUN」，並於2025年1月7日宣布將在同年2月22日至2月23日加開臺灣台北之場次。其中，日本場共動員了1萬8000名粉絲，李俊昊雖有韌帶撕裂的腳傷，但仍盡力完成演出。

## 演藝生涯

### 入伍前之演員事業
曾因練習特技而右肩受傷的李俊昊在手術後，以打著石膏、全身浮腫的狀態參加電影《監諜任務》的試鏡，在試鏡三次後成功打動導演，將原定角色「長頸鹿」改為陽光活潑、具堅強實力的特殊犯罪組監視班成員「松鼠」，並由李俊昊飾演。雖為首次銀幕挑戰，但其以自然的演技充分展現出角色特質而受到好評，同戲演員薛景求、鄭雨盛、韓孝周也稱李俊昊為值得關注後續發展的後輩演員。電影於2012年10月28日至2013年3月4日拍攝，2013年7月3日上映，票房成績為550多萬觀影人次，並受邀参加多倫多電影節主展映單元及夏威夷國際電影節，李俊昊亦憑此作品獲得「第22屆釜日電影獎—最佳新人男演員獎」的提名。
爾後，李俊昊原預計出演電影《少數意見》，飾演「金熙澤」一角，然因電影的拍攝行程提前，與2PM的專輯活動宣傳期相衝突，兩相權衡之下李俊昊於2013年3月27日宣布辭演此角，專心於團體之宣傳活動。
因在《監諜任務》中的表現，李俊昊受到全道嬿的推薦，於2013年9月至2014年2月參與演出電影《俠女：劍之記憶》，飾演高麗時代的護衛武士「律」，該電影於2015年8月13日上映。2014年7月28日至11月8日與金宇彬、姜河那共同擔任主演，於喜劇電影《二十行不行》中飾演家境貧困但夢想成為漫畫家而努力的「姜東宇」，電影於2015年3月25日上映後，在韓國累積票房為1910萬美元，觀影人次為304萬，成功通過損益平衡點。
2016年首次挑戰電視劇，於《記憶》中飾演新進的後輩律師、性格熱血但又敏感挑剔的完美主義者「鄭真」，該劇因口碑不俗，日本於2018年翻拍此劇，李俊昊亦於百忙之中參與客串。
2017年在職場喜劇《金科長》中以財務理事「徐律」一角，展現出優異的惡角演技而掀起話題，該角色「反社會吃貨」的形象和別稱亦令人印象深刻，李俊昊也憑此劇獲得「亞洲明星盛典—演員部門Best Celebrity獎」、「KBS演技大賞—中篇電視劇部門男子優秀演技獎」及「最佳情侶獎」。同年於電視劇《只是相愛的關係》中晉升為男主角，飾演在商場坍崩事故中倖存，但失去足球選手夢想且懷有心理創傷的街頭混混「李康斗」，為詮釋好此一角色，李俊昊特別在釜山租屋獨居5個月並遠離陽光，以頹廢的狀態保持憂鬱敏感的心境。
2018年主演《油膩的Melo》，飾演於廚房內具有精湛廚藝的中式料理廚師，於廚房外擁有可愛魅力的年下男「徐風」，為了表現出徐風之廚藝，李俊昊亦親自向中式料理廚師學習中式炒鍋及廣東式廚具的用法，苦練將近1個多月後，於劇中展現出華麗的刀功，憑此劇獲得「亞洲明星盛典—演員部門年度藝人獎」及「Best Emotive獎」。
2019年主演懸疑律政劇《自白》，飾演患有心臟病並為了揭發父親案件的真相而奔走的律師「崔道賢」。同年首次擔綱電影男主角，主演由漫畫家東村明子為李俊昊所繪之漫畫而改編的日本電影《玫瑰與鬱金香》，並一人分飾兩角，分別飾演27歲的世界級現代藝術家「Nero Park」及21歲的韓國留學生「尹泰源」，該電影於2018年初開拍，2019年上半年上映。此外，亦於2018年12月26日至2019年3月31日主演古裝電影 《朝鮮花美男》，飾演在妓房長大的朝鮮男妓生「許穡」，為此努力學習彈奏朝鮮傳統樂器伽倻琴，該電影於2019年7月10日李俊昊入伍後上映。

### 退伍後之演員事業
2021年退伍後主演史劇《衣袖紅鑲邊》，飾演將國家置於愛情之上的君主「正祖李祘」，此劇播出後持續高漲的收視率與話題度，使李俊昊人氣再達巔峰，個人品牌評價直線上升39%，各類廣告代言接踵而至，播出期間亦屢因其演技表現而成熱門話題，並獲「李祘轉世」、「正祖附身」等好評。李俊昊亦憑此劇獲得「MBC演技大賞—迷你劇部門男子最優秀演技獎」及「最佳情侶獎」、「APAN Star Awards—迷你劇部門男子最優秀演技獎」、「亞洲明星盛典—大賞年度演員獎」及「演員部門Hot Trend獎」等多項獎項肯定，更首次以偶像出身演員身分獲得「韓國PD大賞—表演者賞演員獎」，也是首位獲得「百想藝術大賞—電視部門男子最優秀演技獎」的男歌手，並同時獲得「男子人氣獎」，成為無論是舞臺上或演戲上皆受好評的全能型藝人，為韓國影劇史寫下輝煌新紀錄。而在成功挑戰電影與電視劇後，李俊昊也因其於演戲前的用功研究和充分準備，成為演藝圈內外知名的「努力派演員」，又因其精湛的演技及出色的發聲，被韓國網友稱為「信看演員」。
因《衣袖紅鑲邊》在韓國及海外均受到歡迎，且為迎接本人生日，而於2022年1月22日及1月23日在韓國BLUESQUARE (Mastercard Hall)以「JUNHO THE MOMENT」為主題舉行了粉絲見面會，此次見面會也是李俊昊退伍後的首次個人公演活動，其中1月23日所舉辦的粉絲見面會亦與Beyond LIVE合作，展開線上付費直播，兩場見面會之門票均一經發售即全席售罄，印證了高人氣。此外，friDay影音亦於2月13日舉辦「衣袖紅鑲邊─瞬間即永恆」臺灣獨家線上粉絲見面會。同年4月20日，李俊昊確認主演浪漫喜劇《歡迎來到王之國》，飾演無法忍受虛假笑容的財閥繼承人「具元」，該劇於9月中旬開始拍攝，並預定於2023年6月在JTBC和Netflix同步播出。
2023年以演員身分入選韓國富比士名人榜第十二名，這是繼2010年至2013年2PM四次入選此榜單後，李俊昊首次以個人身分入榜。同年6月《歡迎來到王之國》首播，該劇大結局以收視率13.789%，位列2023年韓劇最高收視率第六名，於Netflix播出第三週、第五週、第六週均登上全球週榜非英語電視節目第一名，並以3320萬觀看人次位列2023年下半年Netflix播放韓劇第一名，總播放時長6.65億小時分別位居2023年Netflix觀看最多電視劇綜合排名第五名、韓劇第二名。李俊昊因劇中對「具元」的詮釋表現，以「溫柔、迷人、會撒嬌」等大數據分析，獲得7月電視劇演員及全體演員品牌評價第一名，個人及電視劇話題性亦持續佔據首位，因此被韓國媒體冠以「KING俊昊」的別稱。此外，也因高話題度而獲得「Fundex Awards—韓劇演員部門大賞」，並憑此劇獲得「亞洲明星盛典—大賞年度演員獎」、「演員部門Hot Trend獎」、「演員部門男子人氣獎」等三冠王，以及「APAN Star Awards—大賞」、「人氣男演員獎」、「最佳角色獎」、「最佳情侶獎」、「Global Star獎」等五冠王的獎項。
因《衣袖紅鑲邊》及《歡迎來到王之國》接連於世界各地取得極高人氣，2023年9月12日李俊昊宣布將展開第一次亞洲巡迴見面會「LEE JUNHO 1st FANMEETING TOUR
<JUNHO THE MOMENT 2023>」，自10月14日之首站臺北場起，接續11月4日、11月11日、11月18日、11月25日、12月2日、12月8日及12月10日將分別於澳門、馬尼拉、吉隆坡、雅加達、香港、新加坡、曼谷等共八個城市與當地粉絲見面，此次見面會亦是李俊昊首次以個人名義於亞洲各地舉辦粉絲見面會。同年12月14日，韓國蓋洛普公布2023年度電視劇演員榜單，李俊昊以2.1%以上的回答率進入第十一名。
2024年4月18日，李俊昊正式宣布主演《現金英雄》，飾演身上有多少現金就能發揮出多少超能力的平凡公務員「姜常雄」，該劇於11月3日正式殺青，預定2025年在Netflix播出。此外，依據2024年韓流白皮書公布之各地區高知名度韓流演員調查顯示，李俊昊在巴西以1.4%的認知度位居第八名。同年9月23日，李俊昊收到出演提案，將主演《颱風商社》，飾演在1997年亞洲金融風暴下，為了守護去世的父親非常珍惜的「颱風商社」而努力奮鬥的商社代表「姜颱風」。
2025年3月10日，李俊昊成為首位出席巴西主流媒體脫口秀節目的韓國演員，該節目曾有基努·李維、M·奈特·沙馬蘭、喬許·哈奈特、湯姆·赫蘭德、休·傑克曼等多位全球巨星造訪，是一檔在當地頗受歡迎的節目，李俊昊亦在巴西公共廣播公司SBT播出的此脫口秀節目《The Noite》中獲得一致好評。

## 形象推廣

### 廣告代言
| 種類         | 企業                      | 品牌                | 頭銜                                     | 合作對象     |
| 2017～2018年 | 2017～2018年              | 2017～2018年        | 2017～2018年                             | 2017～2018年 |
| ------------ | ------------------------- | ------------------- | ---------------------------------------- | ------------ |
| 酒類         | APPLEASE                  | 韓森原燒酒          | 代言人                                   |              |
| 2018年       |                           |                     |                                          |              |
| 食品         | 星辰控股                  | GODIVA              | 代言人                                   |              |
| 2021年       |                           |                     |                                          |              |
| 食品         | 東遠F&B                   | 東遠鮪魚            |                                          | 燦盛         |
| 手機         | 三星電子                  | Galaxy Z            |                                          | 勝熙         |
| 2021～2022年 |                           |                     |                                          |              |
| Beauty       | L'Occitane                | L'Occitane          |                                          |              |
| 健康食品     | PAPER BAG                 | PAPER BAG           |                                          |              |
| 服飾、Beauty | Brand X Co Ltd            | XEXYMIX             |                                          |              |
| 2022年       |                           |                     |                                          |              |
| 食品         | 星辰控股                  | GODIVA              | 代言人                                   |              |
| 食品         | Subway International B.V. | SUBWAY              |                                          |              |
| 食品         | 達美樂                    | 達美樂              |                                          | 惠利         |
| 網路漫畫     | Kakao娛樂                 | Kakao Page          |                                          |              |
| 2022～2023年 |                           |                     |                                          |              |
| 食品         | 八道                      | 八道拌麵            |                                          |              |
| 健康食品     | Daesang Life Science      | My Meal             |                                          |              |
| 2022～2024年 |                           |                     |                                          |              |
| 免稅店       | 樂天                      | 樂天免稅店          |                                          |              |
| 2023年       |                           |                     |                                          |              |
| Beauty       | LVMH                      | Dior Beauty         | 韓國品牌大使                             |              |
| 2022年至今   |                           |                     |                                          |              |
| 家電         | CUCKOO 福庫電子           | CUCKOO              | 品牌代言人                               |              |
| 腕錶及珠寶   | 歷峰集團                  | 伯爵PIAGET          | 韓國品牌大使→亞太區品牌大使→全球品牌大使 |              |
| 2023年至今   |                           |                     |                                          |              |
| 寵物食品     | OSP                       | Indigo Paw          |                                          |              |
| 2024年至今   |                           |                     |                                          |              |
| 服飾         | NEPA                      | NEPA                |                                          | 安俞真       |
| Beauty       | HANKOOK COSMETICS         | the SAEM            | 全球品牌大使                             |              |
| 2025年至今   |                           |                     |                                          |              |
| 服飾及配件   | LVMH                      | Berluti             | 全球品牌大使                             |              |
| 酒類         | 帝亞吉歐                  | 蘇格登 蘇格蘭威士忌 | 品牌大使                                 |              |

李俊昊早年的廣告多為2PM團體全員之共同代言，2017年至2018年作為韓森原燒酒代言人，是李俊昊的首次個人廣告代言。此後，亦於2018年代言GODIVA。
2021年退伍後，因此前李俊昊身著紅襯衫跳「My House」舞蹈的個人直拍使音源逆襲而知名度大增，與2PM隊友燦盛共同代言東遠鮪魚，並與勝熙一起代言三星 Galaxy Z Fold 3 + Galaxy Z Flip 3。此外，2021年至2022年亦代言了L'Occitane、健康食品PAPER BAG、XEXYMIX服飾、化妝品及保養品。
2022年因在《衣袖紅鑲邊》等戲劇表演上有良好表現而人氣大漲的李俊昊，又重新代言了GODIVA，並陸續代言SUBWAY、網路漫畫
Kakao Page，分別扮演了漫畫《塞壬》中的北國大公爵瓦倫泰，以及《為了明白你的心》中的富翁溫特·布魯明，此外亦與惠利共同代言達美樂。2022年至2023年代言八道拌麵，並於2022年6月11日舉辦代言人粉絲簽名會。在此期間亦代言健康食品Daesang Life Science 'My Meal'。2022年至今則代言家電CUCKOO。
李俊昊曾於2022年至2024年擔任樂天免稅店代言人，並於2022年11月19日在恩平文化財團 （页面存档备份，存于）舉辦樂天免稅店代言人見面會「Family Premier with LEE JUNHO」。2023年10月21日在樂天世界舉辦樂天免稅店代言人公演活動「All-Night Party」。2024年1月19日李俊昊至新加坡參加樟宜機場樂天免稅店之開幕典禮，同年5月25日在光雲大學之東海文化會館舉辦樂天免稅店代言人粉絲見面會「LOTTE DUTY FREE FAN EVENT with LEE JUNHO」。
李俊昊亦於2022年至2023年為伯爵PIAGET之韓國品牌大使（韓國代言人）。2024年4月10日至4月12日李俊昊前往瑞士參與「Watches and Wonders 2024」伯爵PIAGET150週年鐘錶展時，升任為伯爵PIAGET亞太區品牌大使（亞太區代言人）。相隔不到一週於2024年4月18日，李俊昊再次正式升任為伯爵PIAGET之全球大使，也是首位韓國籍全球大使。同年4月30日至臺灣參加台北101伯爵PIAGET全球首間精品概念店之開幕活動，並於6月11日至6月13日至巴黎參與伯爵PIAGET150週年珠寶展「THE ESSENCE OF EXTRALEGANZA 」，11月26日、27日則在首爾韓國傢俱博物館及華克山莊參與伯爵PIAGET150週年腕錶及高級珠寶紀念展「ESSENCE OF EXTRALEGANZA
 」。2025年6月18日至20日則前往西班牙出席「Shapes of Extraleganza 」高級珠寶系列發布會。
2023年，李俊昊擔任Dior Beauty的韓國大使。同年至今，代言寵物食品Indigo Paw，並於2024年6月15日舉辦代言人粉絲簽名會。
2024年至今，與安俞真共同代言戶外服飾品牌NEPA，並於2024年11月9日舉辦代言人李俊昊之粉絲簽名會。同年至今，亦擔任彩妝保養品牌the SAEM之全球大使，
並於2025年2月10日、6月13日分別在日本及韓國舉辦代言人粉絲簽名會 。
2025年3月17日，以匠心工藝和超越時代的優雅備受喜愛的法國奢侈品牌Berluti，宣佈將歌手兼演員李俊昊選爲全球品牌大使。同年7月29日，DIAGEO KOREA宣布歌手兼演員李俊昊出任旗下威士忌品牌蘇格登The Singleton的首位官方形象大使，此次品牌大使的選定在The Singleton的品牌歷史上，不僅是韓國首次也是全球首次，因此意義重大。

### 品牌活動[d]
2018年8月17日，李俊昊參與MCM樂天免稅店新裝潢全新開幕紀念活動。同年10月11日，參與TOM FORD Beauty“Satin-Matte Cushion”之發行紀念活動。
2022年2月23日，退伍後的李俊昊參與LOEWE江南新世界百貨店男士快閃店開業式。
2023年8月2日，參與Berluti2023秋冬Collection“The Great Escape”。當日，因《歡迎來到王之國》在海外受到歡迎的李俊昊，亦時隔11年再次訪臺，為adidas originals臺北T-TOE家族系列鞋款發行紀念活動進行宣傳，惟因卡努颱風將原定8月3日之活動順延至8月4日。同年9月6日，參與Gentle Monster泰國首家旗艦店開幕紀念活動，並於11月9日受邀參加泰國曼谷暹羅天地5週年“ICONSIAM – The 5th Anniversary of ICON Unrivaled”慶祝活動。
2024年2月9日，參與紐約時裝週Tommy Hilfiger2024秋冬服裝秀。同年11月8日受邀參加威士忌品牌「THE MACALLAN」紀念成立200週年，在東京原宿舉行的沉浸式展覽「心靈的東京體驗」活動 。
2025年1月18日前往巴黎，參與1月21日巴黎時裝週2025-2026秋冬服裝秀Berluti130週年紀念活動。

## 公益慈善

### 宣傳大使
2012年至今，擔任世界展望會宣傳大使。
2018年11月，擔任新加坡韓流博覽會宣傳大使。

### 公益活動
自2012年至今，持續擔任世界展望會宣傳大使的李俊昊，在2012年1月曾遠赴衣索比亞進行探訪，且自2011年開始便持續資助非洲貧困孩童。
2013年透過韓亞證券舉辦的募款活動，捐贈收藏的摩托車參與義賣，但直至2015年3月16日SBS POWER FM 播出之節目《兩點出逃Cultwo Show》中，才由聽衆披露李俊昊曾將自己的摩托車捐贈給志工團體，並透過義賣會順利完成了兒童心臟手術，因此而成為美談。
2014年韓國賑災協會於4月25日透露李俊昊在詢問母親如何捐款後，以個人名義捐款3000萬韓元，幫助世越號救災，以及慰問罹難者家屬。
2015年李俊昊與粉絲一起募集支援金，為衣索比亞兒童設置飲水裝置。
2018年以世界展望會宣傳大使的身份參加慈善路跑活動「2018 Global 6K for Water」，該活動邀請人們透過親自長跑6公里，來體會缺水地區的孩子們為取得乾淨飲用水而必須跋涉的距離，李俊昊為這場慈善接力活動擔任第一棒。
2019年为了帮助江原道高城郡和束草地区森林火災的受灾人民们，李俊昊於4月6日向希望桥梁全国灾害救助协会捐献了3000万韓元。9月10日服役期間則受邀主持首爾瑞草音樂節快閃活動，並為該音樂節錄製應援影片，
第五屆的瑞草音樂節為了紀念瑞草區被指定為韓國第一個音樂文化地區，以「音樂」為主題於開幕日9月21日在盤浦路無車街道舉辦韓國首次結合光與Live Music的遊行活動，李俊昊亦於當日出席盤浦洞街頭彩繪活動，
並於9月28日參加韓國和法國音樂家的全球音樂節，
為8天的活動畫下完美句點。同年11月，李俊昊為所服役的身心障礙中心捐贈車輛，並於退伍後的2022年4月20日韓國身心障礙者日，為所服役的身心障礙中心服務人員送上披薩。
2020年為防止新冠病毒擴散，正在服役的李俊昊捐贈3000萬韓元給社會弱勢群體兒童，以提供預防用品、食品、生活費等最需要的部分。
2021年作為世界展望會宣傳大使活動的第十年，参加了JYP与世界展望會的海外儿童治疗费支援签约仪式。此外，其服兵役期間因积极履行职责，曾獲得瑞草区厅厅长之感谢牌，並評選為2020下半年模范社会服务要员，获得表彰状。退伍後亦在2021年首尔社会福利大会上，獲得首尔特别市长奖。同年12月為「文化遺產廳國立文化遺產研究所」錄製有聲書《用指尖閱讀，用聲音傳達的智慧，史前時代人們的故事》，此有聲書是為了幫助視障者閱讀而製作，李俊昊親自參與錄音，共同分享了溫暖的義舉。
2024年6月19日，李俊昊參加了在首爾中區新韓銀行總行所舉行的「愛的果實社會福利共同募捐會」的會員加入儀式，正式成為Honor Society的會員，而Honor Society是由捐贈1億韓元以上的高額捐贈者們所組成的慈善團體，李俊昊的捐款也將用於海外弱勢群體兒童資助項目。同年10月29日南韓金融委員在首爾汝矣島舉行的「第9屆金融日」紀念儀式上，對191名金融發展做出貢獻的人頒發了獎勵。李俊昊因透過世界展望會的堅持奉獻和各種捐贈活動，獲得國務總理表彰獎。又於12月23日，李俊昊爲了幫助弱勢兒童青少年的疾病醫療，向三星首爾醫院捐贈了1億韓元，將用於小兒青少年的手術、移植及康復等治療和心理諮詢項目。
2025年3月27日，向國際救援和發展非政府組織世界展望會捐款1億韓元，幫助慶南、慶北地區山林火災受害的災民及兒童。

## 音樂及影視作品

### 影視作品
| 年份   | 平台       | 名稱                       | 角色              | 性質                        | 備註                 |
| 電視劇 | 電視劇     | 電視劇                     | 電視劇            | 電視劇                      | 電視劇               |
| ------ | ---------- | -------------------------- | ----------------- | --------------------------- | -------------------- |
| 2016   | tvN        | 《記憶》                   | 鄭真              | 第二男主角                  | [ 49 ] [ 50 ] [ 51 ] |
| 2016   | KBS        | 《任意依戀》               | 李俊昊            | 特別出演（第4集）           |                      |
| 2017   | KBS        | 《金科長》                 | 徐律              | 第二男主角                  |                      |
| 2017   | JTBC       | 《只是相愛的關係》         | 李康斗            | 男主角                      | [ 165 ]              |
| 2018   | 富士電視台 | 《記憶》 （日版）          | 鄭真              | 客串（第12集）              | [ 52 ]               |
| 2018   | SBS        | 《油膩的Melo》             | 徐風              | 男主角                      | [ 166 ]              |
| 2019   | tvN        | 《自白》                   | 崔道賢            | 男主角                      | [ 167 ]              |
| 2021   | MBC        | 《衣袖紅鑲邊》             | 李祘              | 男主角                      | [ 168 ]              |
| 2023   | JTBC       | 《歡迎來到王之國》         | 具元              | 男主角                      | [ 169 ]              |
| 2023   | Netflix    | 《絕世網紅》               | 搬家工人          | 特別出演（第12集）          | [ 170 ]              |
| 2023   | MBC        | 《戀人》                   | 柳吉彩夢中的男子  | 特別出演（聲音出演，第1集） | [ 171 ]              |
| 2025   | tvN        | 《颱風商社》               | 姜颱風            | 男主角                      | [ 70 ]               |
| 2025   | Netflix    | 《現金英雄》               | 姜常雄            | 男主角                      | [ 66 ] [ 67 ]        |
| 電影   |            |                            |                   |                             |                      |
| 2011   | 不適用     | 《白色：詛咒的旋律》       | 音樂節目主持人    | 特別出演                    |                      |
| 2013   | 不適用     | 《監諜任務》               | 松鼠              | 男配角                      |                      |
| 2013   | 不適用     | 《恐怖攻擊直播》           | 不適用            | 無障礙版本旁白              | [ 172 ] [ 173 ]      |
| 2015   | 不適用     | 《二十行不行》             | 姜東宇            | 三大男主角之一              | [ 174 ]              |
| 2015   | 不適用     | 《俠女：劍之記憶》         | 律                | 男配角                      |                      |
| 2019   | 不適用     | 《玫瑰與鬱金香》           | Nero Park／尹泰源 | 男主角                      | [ 175 ]              |
| 2019   | 不適用     | 《朝鮮花美男》             | 許穡              | 男主角                      | [ 55 ] [ 56 ]        |
| 2024   | 不適用     | 《李俊昊演唱會：重逢之日》 |                   |                             | [ 176 ]              |

## 公演活動
至2025年3月為止，李俊昊共已舉辦284場演唱會（含團體），其中個人演唱會（含FAN-CON，不含粉絲見面會、拼盤演唱會）為116場。

### 演唱會
| 日期                | 名稱                                                                                  | 國家 | 城市       | 地點                               | 備註                                   |
| ------------------- | ------------------------------------------------------------------------------------- | ---- | ---------- | ---------------------------------- | -------------------------------------- |
| 2013年7月9－10日    | 第一次日本巡迴演唱會「JUNHO (From 2PM) 1st Solo Tour 『キミの聲』」                   | 日本 | 札幌       | Zepp Sapporo                       |                                        |
| 2013年7月13－14日   | 第一次日本巡迴演唱會「JUNHO (From 2PM) 1st Solo Tour 『キミの聲』」                   | 日本 | 福岡       | Zepp Fukuoka                       |                                        |
| 2013年7月16－17日   | 第一次日本巡迴演唱會「JUNHO (From 2PM) 1st Solo Tour 『キミの聲』」                   | 日本 | 大阪       | Zepp Namba                         |                                        |
| 2013年7月22－23日   | 第一次日本巡迴演唱會「JUNHO (From 2PM) 1st Solo Tour 『キミの聲』」                   | 日本 | 名古屋     | Zepp Nagoya                        |                                        |
| 2013年7月29－31日   | 第一次日本巡迴演唱會「JUNHO (From 2PM) 1st Solo Tour 『キミの聲』」                   | 日本 | 東京       | Zepp Diver City Tokyo              |                                        |
| 2013年8月29日       | 第一次日本巡迴演唱會「JUNHO (From 2PM) 1st Solo Tour 『キミの聲』」                   | 日本 | 東京       | 東京國際論壇大樓                   |                                        |
| 2014年7月3－4日     | 第二次日本巡迴演唱會「JUNHO (From 2PM) Solo Tour 2014 『FEEL』」                      | 日本 | 札幌       | Zepp Sapporo                       |                                        |
| 2014年7月14－15日   | 第二次日本巡迴演唱會「JUNHO (From 2PM) Solo Tour 2014 『FEEL』」                      | 日本 | 福岡       | 福岡太陽宮                         |                                        |
| 2014年7月17－18日   | 第二次日本巡迴演唱會「JUNHO (From 2PM) Solo Tour 2014 『FEEL』」                      | 日本 | 名古屋     | 名古屋国際会議場                   |                                        |
| 2014年7月24－25日   | 第二次日本巡迴演唱會「JUNHO (From 2PM) Solo Tour 2014 『FEEL』」                      | 日本 | 大阪       | 大阪府立國際會議場                 |                                        |
| 2014年7月31－8月1日 | 第二次日本巡迴演唱會「JUNHO (From 2PM) Solo Tour 2014 『FEEL』」                      | 日本 | 東京       | 東京國際論壇大樓 – 大廳 A          |                                        |
| 2014年8月12－13日   | 第二次日本巡迴演唱會「JUNHO (From 2PM) Solo Tour 2014 『FEEL』」                      | 日本 | 東京       | 日本武道館                         |                                        |
| 2015年7月7－9日     | 第三次日本巡迴演唱會「JUNHO (From 2PM) Solo Tour 2015 『LAST NIGHT』」                | 日本 | 東京       | Zepp DiverCity Tokyo               |                                        |
| 2015年7月11－12日   | 第三次日本巡迴演唱會「JUNHO (From 2PM) Solo Tour 2015 『LAST NIGHT』」                | 日本 | 福岡       | Zepp Fukuoka                       |                                        |
| 2015年7月14－15日   | 第三次日本巡迴演唱會「JUNHO (From 2PM) Solo Tour 2015 『LAST NIGHT』」                | 日本 | 大阪       | Zepp Namba                         |                                        |
| 2015年7月17－18日   | 第三次日本巡迴演唱會「JUNHO (From 2PM) Solo Tour 2015 『LAST NIGHT』」                | 日本 | 札幌       | Zepp Sapporo                       |                                        |
| 2015年7月22－23日   | 第三次日本巡迴演唱會「JUNHO (From 2PM) Solo Tour 2015 『LAST NIGHT』」                | 日本 | 名古屋     | Zepp Nagoya                        |                                        |
| 2015年7月28－29日   | 第三次日本巡迴演唱會「JUNHO (From 2PM) Solo Tour 2015 『LAST NIGHT』」                | 日本 | 横濱       | 横濱競技場                         |                                        |
| 2015年8月4－5日     | 第三次日本巡迴演唱會「JUNHO (From 2PM) Solo Tour 2015 『LAST NIGHT』」                | 日本 | 神戶 FINAL | 神戸ワールド記念ホール             |                                        |
| 2015年9月19－20日   | 韓國演唱會「LAST NIGHT IN SEOUL」                                                     |      | 首爾       | 奧林匹克公園（奧林匹克廳）         |                                        |
| 2016年7月8－10日    | 第四次日本巡迴演唱會「JUNHO (From 2PM) Solo Tour 2016 『HYPER』」                     | 日本 | 大阪       | Zepp Namba                         |                                        |
| 2016年7月15－17日   | 第四次日本巡迴演唱會「JUNHO (From 2PM) Solo Tour 2016 『HYPER』」                     | 日本 | 名古屋     | Zepp Nagoya                        |                                        |
| 2016年7月19－20日   | 第四次日本巡迴演唱會「JUNHO (From 2PM) Solo Tour 2016 『HYPER』」                     | 日本 | 福岡       | Zepp Fukuoka                       |                                        |
| 2016年8月13－14日   | 第四次日本巡迴演唱會「JUNHO (From 2PM) Solo Tour 2016 『HYPER』」                     | 日本 | 札幌       | Zepp Sapporo                       |                                        |
| 2016年8月24－25日   | 第四次日本巡迴演唱會「JUNHO (From 2PM) Solo Tour 2016 『HYPER』」                     | 日本 | 東京       | 國立代代木競技第一體育館           |                                        |
| 2016年12月3－4日    | 特別安可演唱會「LAST HYPER NIGHT」                                                    | 日本 | 東京       | 日本武道館                         |                                        |
| 2017年7月1－2日     | 第五次日本巡迴演唱會「JUNHO (From 2PM) Solo Tour 2017 『2017 S/S』」                  | 日本 | 福岡       | 福岡太陽宮                         |                                        |
| 2017年7月16－17日   | 第五次日本巡迴演唱會「JUNHO (From 2PM) Solo Tour 2017 『2017 S/S』」                  | 日本 | 東京       | Zepp DiverCity Tokyo               |                                        |
| 2017年7月21－23日   | 第五次日本巡迴演唱會「JUNHO (From 2PM) Solo Tour 2017 『2017 S/S』」                  | 日本 | 大阪       | Zepp Namba                         |                                        |
| 2017年7月29－30日   | 第五次日本巡迴演唱會「JUNHO (From 2PM) Solo Tour 2017 『2017 S/S』」                  | 日本 | 札幌       | Zepp Sapporo                       |                                        |
| 2017年8月4－6日     | 第五次日本巡迴演唱會「JUNHO (From 2PM) Solo Tour 2017 『2017 S/S』」                  | 日本 | 名古屋     | Zepp Nagoya                        |                                        |
| 2017年8月30－31日   | 第五次日本巡迴演唱會「JUNHO (From 2PM) Solo Tour 2017 『2017 S/S』」                  | 日本 | 横濱       | 橫濱競技場                         |                                        |
| 2018年1月20日       | 第六次日本巡迴演唱會「JUNHO (From 2PM) Winter Special Tour 『冬の少年（冬天少年）』」 | 日本 | 札幌       | 札幌ニトリ文化ホール               | [ 177 ]                                |
| 2018年1月25－26日   | 第六次日本巡迴演唱會「JUNHO (From 2PM) Winter Special Tour 『冬の少年（冬天少年）』」 | 日本 | 福岡       | 福岡太陽宮                         | [ 177 ]                                |
| 2018年1月28－29日   | 第六次日本巡迴演唱會「JUNHO (From 2PM) Winter Special Tour 『冬の少年（冬天少年）』」 | 日本 | 大阪       | グランキューブ大阪                 | [ 177 ]                                |
| 2018年2月17－18日   | 第六次日本巡迴演唱會「JUNHO (From 2PM) Winter Special Tour 『冬の少年（冬天少年）』」 | 日本 | 名古屋     | 名古屋国際会議場センチュリーホール | [ 177 ]                                |
| 2018年2月23－24日   | 第六次日本巡迴演唱會「JUNHO (From 2PM) Winter Special Tour 『冬の少年（冬天少年）』」 | 日本 | 東京       | 日本武道館                         | [ 177 ]                                |
| 2018年6月30－7月1日 | 第七次日本巡迴演唱會「JUNHO (From 2PM) Solo Tour 2018 『FLASHLIGHT』」                | 日本 | 名古屋     | Zepp Nagoya                        |                                        |
| 2018年7月4－5日     | 第七次日本巡迴演唱會「JUNHO (From 2PM) Solo Tour 2018 『FLASHLIGHT』」                | 日本 | 大阪       | 大阪オリックス劇場                 |                                        |
| 2018年7月10－11日   | 第七次日本巡迴演唱會「JUNHO (From 2PM) Solo Tour 2018 『FLASHLIGHT』」                | 日本 | 東京       | Zepp DiverCity Tokyo               |                                        |
| 2018年7月13－14日   | 第七次日本巡迴演唱會「JUNHO (From 2PM) Solo Tour 2018 『FLASHLIGHT』」                | 日本 | 福岡       | 福岡サンパレス ホテル&ホール       |                                        |
| 2018年7月21日       | 第七次日本巡迴演唱會「JUNHO (From 2PM) Solo Tour 2018 『FLASHLIGHT』」                | 日本 | 札幌       | Zepp Sapporo                       |                                        |
| 2018年8月20－21日   | 第七次日本巡迴演唱會「JUNHO (From 2PM) Solo Tour 2018 『FLASHLIGHT』」                | 日本 | 東京 FINAL | 日本武道館                         |                                        |
| 2018年9月4－5日     | 第七次日本巡迴演唱會「JUNHO (From 2PM) Solo Tour 2018 『FLASHLIGHT』」                | 日本 | 大阪 FINAL | 大阪城ホール                       | 2018年9月4日場因燕子颱風而取消         |
| 2018年12月6－8日    | 日本演唱會「JUNHO(From 2PM) Last Concert 『JUNHO THE BEST』」                         | 日本 | 東京       | 日本武道館                         |                                        |
| 2019年3月23－24日   | 韓國演唱會「JUNHO THE BEST IN SEOUL」                                                 |      | 首爾       | 奧林匹克公園（奧林匹克廳）         |                                        |
| 2023年7月22日－23日 | 第八次日本巡迴演唱會「LEE JUNHO Arena Tour 2023『また会える日（再次相見的那一天）』」 | 日本 | 橫濱       | 橫濱 Pia Arena MM                  |                                        |
| 2023年8月5日－6日   | 第八次日本巡迴演唱會「LEE JUNHO Arena Tour 2023『また会える日（再次相見的那一天）』」 | 日本 | 神戶       | 神戶世界紀念館                     |                                        |
| 2023年8月26日－27日 | 第八次日本巡迴演唱會「LEE JUNHO Arena Tour 2023『また会える日（再次相見的那一天）』」 | 日本 | 名古屋     | 名古屋 Nippon Gaishi Hall          | 2023年8月27日韓國CGV電影院售票實時轉播 |
| 2024年1月13日－14日 | 韓國演唱會「LEE JUNHO 2024 CONCERT‘ 다시 만나는 날（再次相見的那一天）’」             |      | 首爾       | 蠶室室內體育館                     | 2024年1月14日 Beyond LIVE 線上付費直播 |

### 粉絲見面會
| 日期              | 名稱                                                                          | 國家           | 城市     | 地點                            | 備註                                    |
| ----------------- | ----------------------------------------------------------------------------- | -------------- | -------- | ------------------------------- | --------------------------------------- |
| 2017年9月16日     | JUNHO THE SPECIAL DAY ：CANVAS                                                |                | 首爾     | YES 24 Live Hall                | 共兩場，分別於2017年9月16日14:00及19:00 |
| 2018年10月6日     | JUNHO THE SPECIAL DAY ： 잊을 수 없는 날                                      |                | 首爾     | YES 24 Live Hall                | 共兩場，分別於2018年10月6日14:00及19:00 |
| 2022年1月22－23日 | JUNHO THE MOMENT                                                              |                | 首爾     | BLUESQUARE (Mastercard Hall)    | 2022年1月23日 Beyond LIVE 線上付費直播  |
| 2022年2月13日     | 衣袖紅鑲邊─瞬間即永恆 臺灣獨家線上見面會                                      | 臺灣           |          | friDay影音線上播出 （會員限定） | friDay影音付費會員可免費收看            |
| 2023年10月14日    | 第一次亞洲巡迴見面會「LEE JUNHO 1st FANMEETING TOUR <JUNHO THE MOMENT 2023>」 | 臺灣           | 臺北     | 臺北流行音樂中心表演廳          | [ 181 ]                                 |
| 2023年11月4日     | 第一次亞洲巡迴見面會「LEE JUNHO 1st FANMEETING TOUR <JUNHO THE MOMENT 2023>」 | 中华人民共和国 | 澳門     | 新濠影滙綜藝館                  |                                         |
| 2023年11月11日    | 第一次亞洲巡迴見面會「LEE JUNHO 1st FANMEETING TOUR <JUNHO THE MOMENT 2023>」 | 菲律賓         | 馬尼拉   | 亞洲購物中心體育館              |                                         |
| 2023年11月18日    | 第一次亞洲巡迴見面會「LEE JUNHO 1st FANMEETING TOUR <JUNHO THE MOMENT 2023>」 | 马来西亚       | 吉隆坡   | Mega Star Arena                 |                                         |
| 2023年11月25日    | 第一次亞洲巡迴見面會「LEE JUNHO 1st FANMEETING TOUR <JUNHO THE MOMENT 2023>」 | 印度尼西亞     | 雅加達   | ICE BSD CITY Hall 5             |                                         |
| 2023年12月2日     | 第一次亞洲巡迴見面會「LEE JUNHO 1st FANMEETING TOUR <JUNHO THE MOMENT 2023>」 | 中华人民共和国 | 香港     | 亞洲國際博覽館11號展館          |                                         |
| 2023年12月8日     | 第一次亞洲巡迴見面會「LEE JUNHO 1st FANMEETING TOUR <JUNHO THE MOMENT 2023>」 | 新加坡         | 新加坡市 | The Star Theatre                |                                         |
| 2023年12月10日    | 第一次亞洲巡迴見面會「LEE JUNHO 1st FANMEETING TOUR <JUNHO THE MOMENT 2023>」 | 泰國           | 曼谷     | Royal Paragon Hall              |                                         |

### FAN-CON
| 日期              | 名稱            | 國家 | 城市     | 地點                             | 備註                                                                  |
| ----------------- | --------------- | ---- | -------- | -------------------------------- | --------------------------------------------------------------------- |
| 2022年8月12－14日 | BEFORE MIDNIGHT |      | 首爾     | 奧林匹克公園（SK奧林匹克手球館） | 2022年8月14日 Beyond LIVE 線上付費直播                                |
| 2022年8月20－21日 | BEFORE MIDNIGHT | 日本 | 東京     | 日本武道館                       | 2022年8月21日場為李俊昊個人第100場演唱會，並採Stagecrowd 線上付費直播 |
| 2025年1月25－26日 | MIDNIGHT SUN    |      | 仁川     | INSPIRE Arena                    |                                                                       |
| 2025年2月8－9日   | MIDNIGHT SUN    | 日本 | 東京     | 東京體育館                       | 2025年2月9日Stagecrowd 線上付費直播                                   |
| 2025年2月22－23日 | MIDNIGHT SUN    | 臺灣 | 臺北     | 台大體育館                       | [ 182 ] [ 183 ]                                                       |
| 2025年3月1－2日   | MIDNIGHT SUN    | 巴西 | 聖保羅市 | Vibra São Paulo                  |                                                                       |

### 拼盤演唱會
| 日期           | 名稱                    | 國家 | 城市 | 地點                 | 備註            |
| -------------- | ----------------------- | ---- | ---- | -------------------- | --------------- |
| 2024年12月31日 | 2025台南好Young跨年晚會 | 臺灣 | 臺南 | 永華市政中心西側廣場 | [ 184 ] [ 185 ] |

## 榮譽獎項

### 獲獎及提名列表
| 年份 | 頒獎典禮                              | 獎項                            | 提名項目           | 結果 | 參              |
| ---- | ------------------------------------- | ------------------------------- | ------------------ | ---- | --------------- |
| 2012 | 第49屆儲蓄日                          | 金融委員會表彰獎                | 李俊昊             | 獲獎 | [ 186 ] [ 187 ] |
| 2013 | 第22屆釜日電影獎                      | 最佳新人男演員獎                | 《監視者們》       | 提名 |                 |
| 2013 | 世界音樂獎                            | 最佳男歌手獎                    | 李俊昊             | 提名 |                 |
| 2014 | 世界音樂獎                            | 最佳男歌手獎                    | 李俊昊             | 提名 |                 |
| 2014 | 世界音樂獎                            | 最佳藝人獎                      | 李俊昊             | 提名 |                 |
| 2015 | 第51屆百想藝術大賞                    | 電影部門 - 男子人氣獎           | 《二十》           | 提名 |                 |
| 2015 | 第52屆大鐘獎                          | 人氣男演員獎                    | 《二十》           | 提名 |                 |
| 2016 | 日本金唱片大獎                        | 最佳亞洲專輯獎                  | 《SO GOOD》        | 獲獎 | [ 3 ]           |
| 2017 | 亞洲明星盛典                          | 演員部門 - Best Celebrity獎     | 《金科長》         | 獲獎 | [ 188 ]         |
| 2017 | KBS演技大賞                           | 中篇電視劇部門 - 男子優秀演技獎 | 《金科長》         | 獲獎 | [ 189 ]         |
| 2017 | KBS演技大賞                           | 男子新人獎                      | 《金科長》         | 提名 | [ 189 ]         |
| 2017 | KBS演技大賞                           | 男子人氣獎                      | 《金科長》         | 提名 | [ 189 ]         |
| 2017 | KBS演技大賞                           | 最佳情侶獎（與南宮珉）          | 《金科長》         | 獲獎 | [ 189 ]         |
| 2018 | 第13屆Soompi Awards                   | 最佳偶像演員獎                  | 《金科長》         | 提名 |                 |
| 2018 | 第13屆Soompi Awards                   | 男子部門 - 最佳配角獎           | 《金科長》         | 提名 |                 |
| 2018 | 亞洲明星盛典                          | 演員部門 - 年度藝人獎           | 《油膩的melo》     | 獲獎 |                 |
| 2018 | 亞洲明星盛典                          | 演員部門 - Best Emotive獎       | 《油膩的melo》     | 獲獎 |                 |
| 2018 | SBS演技大賞                           | 月火劇部門 - 男子最優秀演技獎   | 《油膩的melo》     | 提名 |                 |
| 2019 | 第14屆Soompi Awards                   | 男子部門 - 年度演技獎           | 《只是相愛的關係》 | 提名 |                 |
| 2019 | 第14屆Soompi Awards                   | 最佳情侶獎（與元真兒）          | 《只是相愛的關係》 | 提名 |                 |
| 2021 | 第22屆社會福祉紀念日—首爾社會福祉大會 | 首爾特別市長獎                  | 李俊昊             | 獲獎 | [ 159 ]         |
| 2021 | 第6屆東亞網's PICK                    | YouTube算法愛上的男人           | 李俊昊             | 獲獎 | [ 190 ]         |
| 2021 | MBC演技大賞                           | 迷你劇部門 - 男子最優秀演技獎   | 《衣袖紅鑲邊》     | 獲獎 |                 |
| 2021 | MBC演技大賞                           | 最佳情侶獎（與李世榮）          | 《衣袖紅鑲邊》     | 獲獎 |                 |
| 2022 | 第34屆韩国PD大賞                      | 表演者賞 - 演員獎               | 《衣袖紅鑲邊》     | 獲獎 | [ 191 ]         |
| 2022 | 品牌顧客忠誠度大賞                    | 文化部門 - 男演員獎             | 李俊昊             | 獲獎 | [ 192 ]         |
| 2022 | 第58屆百想藝術大賞                    | 電視部門 - 男子最優秀演技獎     | 《衣袖紅鑲邊》     | 獲獎 | [ 193 ]         |
| 2022 | 第58屆百想藝術大賞                    | 男子人氣獎                      | 《衣袖紅鑲邊》     | 獲獎 | [ 194 ]         |
| 2022 | 第8屆APAN Star Awards                 | 迷你劇部門 - 男子最優秀演技獎   | 《衣袖紅鑲邊》     | 獲獎 | [ 195 ]         |
| 2022 | 第8屆APAN Star Awards                 | 人氣男演員獎                    | 《衣袖紅鑲邊》     | 提名 | [ 196 ]         |
| 2022 | 第8屆APAN Star Awards                 | 最佳情侶獎（與李世榮）          | 《衣袖紅鑲邊》     | 提名 | [ 196 ]         |
| 2022 | 第17屆首爾國際電視節                  | 韓流電視劇部門 - 男子演技獎     | 《衣袖紅鑲邊》     | 提名 |                 |
| 2022 | 第17屆首爾國際電視節                  | K-pop idol 演技者獎             | 李俊昊             | 提名 |                 |
| 2022 | 第13屆韓國電視劇節                    | 男子最優秀演技獎                | 《衣袖紅鑲邊》     | 提名 |                 |
| 2022 | 亞洲明星盛典                          | 大賞 - 年度演員獎               | 《衣袖紅鑲邊》     | 獲獎 |                 |
| 2022 | 亞洲明星盛典                          | 演員部門 - Hot Trend獎          | 《衣袖紅鑲邊》     | 獲獎 |                 |
| 2023 | Fundex Awards                         | 韓劇演員部門 - 大賞             | 《歡迎來到王之國》 | 獲獎 | [ 197 ]         |
| 2023 | 亞洲明星盛典                          | 大賞 - 年度演員獎               | 《歡迎來到王之國》 | 獲獎 |                 |
| 2023 | 亞洲明星盛典                          | 演員部門 - Hot Trend獎          | 《歡迎來到王之國》 | 獲獎 |                 |
| 2023 | 亞洲明星盛典                          | 演員部門 - 男子人氣獎           | 李俊昊             | 獲獎 |                 |
| 2023 | 第9屆APAN Star Awards                 | 大賞                            | 《歡迎來到王之國》 | 獲獎 | [ 198 ]         |
| 2023 | 第9屆APAN Star Awards                 | 中篇劇部門 - 男子最優秀演技獎   | 《歡迎來到王之國》 | 提名 | [ 198 ]         |
| 2023 | 第9屆APAN Star Awards                 | 人氣男演員獎                    | 《歡迎來到王之國》 | 獲獎 | [ 198 ]         |
| 2023 | 第9屆APAN Star Awards                 | 最佳角色獎                      | 《歡迎來到王之國》 | 獲獎 | [ 198 ]         |
| 2023 | 第9屆APAN Star Awards                 | 最佳情侶獎（與林潤娥）          | 《歡迎來到王之國》 | 獲獎 | [ 198 ]         |
| 2023 | 第9屆APAN Star Awards                 | Global Star獎                   | 《歡迎來到王之國》 | 獲獎 | [ 198 ]         |
| 2024 | 8th MNC Drama Awards 2023             | 最佳情侶獎（與林潤娥）          | 《歡迎來到王之國》 | 獲獎 | [ 199 ]         |
| 2024 | 第19屆首爾國際電視節                  | 亞洲明星獎                      | 《歡迎來到王之國》 | 提名 |                 |
| 2024 | 第9屆金融日                           | 國務總理表彰獎                  | 李俊昊             | 獲獎 | [ 200 ]         |

### 音樂節目榜單
| 主打歌曲排名成績 | 主打歌曲排名成績              | 主打歌曲排名成績      | 主打歌曲排名成績    | 主打歌曲排名成績       | 主打歌曲排名成績 | 主打歌曲排名成績     | 主打歌曲排名成績            | 主打歌曲排名成績 |
| 專輯             | 歌曲                          | Mnet 《M! Countdown》 | KBS2 《Music Bank》 | MBC 《Show! 音樂中心》 | SBS 《人氣歌謠》 | SBS MTV 《THE SHOW》 | MBC MUSIC 《Show Champion》 | 備註             |
| 2015年           | 2015年                        | 2015年                | 2015年              | 2015年                 | 2015年           | 2015年               | 2015年                      | 2015年           |
| ---------------- | ----------------------------- | --------------------- | ------------------- | ---------------------- | ---------------- | -------------------- | --------------------------- | ---------------- |
| ONE              | Fire                          | /                     | /                   | 41                     | /                |                      |                             |                  |
| 2017年           |                               |                       |                     |                        |                  |                      |                             |                  |
| CANVAS           | 反正還是會忘記 (Feat. CHEEZE) | /                     | 45                  |                        | /                |                      |                             |                  |
| CANVAS           | FINE                          | /                     | /                   |                        | /                |                      |                             |                  |
| CANVAS           | CANVAS                        | /                     | /                   |                        | /                |                      |                             |                  |

## 腳註
1. ↑  曾分別在2017年12月27日《請給一頓飯Show》和2021年11月3日《黃金漁場》的節目中，公開本貫為全州李氏，宗族支派為孝寧大君派。
2. ↑  在2017年4月28日《我獨自生活》節目中，曾表示為了成為優秀的演員而考取研究生，並在節目中呈現其參與學校期中考試的模樣。
3. ↑  曾在2021年5月21日《我獨自生活》節目中展現敲木魚的習慣，並在2022年2月2日《黃金漁場》節目中談及自己雖為基督徒，但喜歡敲木魚的過程和聲音，能讓心情平靜。
4. ↑  非代言品牌之時尚商務活動。

## 外部連結
官方帳號
- 2PM 官方網站 
- Junho官方的X（前Twitter）
- 李俊昊-JYP Actors （页面存档备份，存于）
- 이준호 LEE JUNHO 官方YouTube
- 李俊昊 官方 Instagram

個人帳號
- Junho個人的X（前Twitter）
- Junho的Instagram帳戶
- Junho的新浪微博